# Kościół Wniebowzięcia Najświętszej Maryi Panny w Załężu
Kościół Wniebowzięcia Najświętszej Maryi Panny w Załężu – katolicki kościół filialny zlokalizowany we wsi Załęże w gminie Kozielice, w powiecie pyrzyckim (województwo zachodniopomorskie). Należy do parafii Matki Bożej Królowej Polski w Tetyniu.

## Historia i architektura
Murowany z kostki granitowej kościół został zbudowany w 2. połowie XIII wieku. Jest to budowla salowa, sytuowana na planie prostokąta o wymiarach 14,3 × 7,85 m. Pierwotnie kościół nie posiadał wieży, którą nadbudowano nad zachodnią częścią nawy w 1857 roku. Na licu wieży, którą wymurowano z cegły, znajdują się zdwojone okna i zegar. W górnej jej części znajduje się wieloboczna konstrukcja drewniana, nakryta blaszanym hełmem zwieńczonym krzyżem. Od strony południowej do korpusu kościoła dobudowana jest neogotycka zakrystia.
W ścianie zachodniej kościoła znajduje się dwuuskokowy portal wejściowy. W elewacji wschodniej zachowały się ślady po trzech zamurowanych oknach ostrołukowych, środkowe zniszczone jest przez wybite okno neogotyckie. Wszystkie obecne okna w ścianach wschodnich, po trzy z obydwu stron, są poszerzone i zostały wymurowane w XIX wieku. W południowo-wschodnim narożniku kościoła, w 9. warstwie od góry, wmurowany jest granitowy głaz z murarskim symbolem szachownicy.
Wnętrze kościoła nakrywa łamany strop drewniany. Nie zachowały się żadne elementy zabytkowego wyposażenia. Teren kościoła otacza dawny cmentarz z kamiennym murem, w którym umieszczona jest ceglana brama z XV wieku. Na cmentarzu znajduje się pomnik ku czci poległych w I wojnie światowej, po 1945 roku przerobiony na podstawę figury Chrystusa.
Po II wojnie światowej kościół został konsekrowany jako świątynia katolicka w dniu 3 maja 1954 roku przez ks. Wiesława Stojarczyka TChr.